# Tempestas
Na antiga religião romana, Tempestas (latim tempestas: "estação, clima; mau tempo; tempestade, tempestade") é uma deusa das tempestades ou de uma mudança brusca no clima (tempo repentino). Tal como acontece com algumas outras divindades da natureza e do clima, a forma plural "Tempestates" é comum. Cícero, ao discutir se fenômenos naturais como arco-íris e nuvens deveriam ser considerados divinos, observa que os Tempestates foram consagrados como divindades pelo povo romano. 
Um templo (aedes ou delubrum) foi dedicado aos Tempestates por L. Cornelius Scipio em 259 a.C. , conforme registrado em seu epitáfio.  Cipião foi pego por uma tempestade com sua frota ao largo da Córsega, e a construção do templo foi o cumprimento de uma oração feita por ajuda às divindades romanas. Ovídio afirmar que Dia de celebração dessas divindades é 1º de junho, mas aparece como 23 de dezembro nos "fasti romanos antigos" (calendários). Acreditava-se que essa última data (23 de dezembro) pode marcar uma renovação da comemoração ou pode ter havido mais de um local de adoração (Templo) para essas divindades. 
O templo prometido em 259 d.C. estava localizado em Regio I, talvez perto da Tumba dos Cipiões, e estava conectado com os templos de Marte e Minerva do lcal . William Warde Fowler viu um padrão de dedicações de templos durante este período que reconhecia a água como uma força divina, incluindo o Templo de Juturna prometido em 241 d.C. por Lutatius Catulus, e o Templo de Fons durante a guerra da Córsega de 231. Ovelhas negras foram sacrificadas em seu templo. 